# اورکت‌تپه
اورکت تپه مربوط به دوران پیش از تاریخ ایران باستان است و در شهرستان آق قلا، بخش وشمگیر، روستای انبارالوم واقع شده و این اثر در تاریخ ۲۵ اسفند ۱۳۸۰ با شمارهٔ ثبت ۵۴۲۵ به‌عنوان یکی از آثار ملی ایران به ثبت رسیده است.